# Yāsīnābād
Yāsīnābād (persiska: یاسین آباد) är en ort i Iran.   Den ligger i provinsen Västazarbaijan, i den nordvästra delen av landet, 500 km väster om huvudstaden Teheran. Yāsīnābād ligger 1 273 meter över havet och antalet invånare är 116.
Terrängen runt Yāsīnābād är huvudsakligen kuperad, men åt sydväst är den bergig. Runt Yāsīnābād är det ganska tätbefolkat, med 83 invånare per kvadratkilometer. Närmaste större samhälle är Kūlseh-ye Soflá, 3,6 km sydost om Yāsīnābād. Trakten runt Yāsīnābād består i huvudsak av gräsmarker.